# اوماروسا
اوماروسا مانیگولت نیومن (انگلیسی: Omarosa Manigault؛ زاده ۱۵ فوریهٔ ۱۹۷۴) از شخصیت‌های تلویزیون واقع‌نما آمریکایی و اداره کننده ارتباطات دفتر روابط عمومی در دفتر اجرایی رئیس‌جمهور ترامپ بود.
اوماروسا زاده و بزرگ شدهٔ یانگزتاون، اوهایو است، لیسانس خود را در خبرنگاری سخن پراکنی از دانشگاه ایالتی مرکزی و پی‌اچ‌دی ارتباطات را از دانشگاه هاوارد گرفت. اوماروسا با شرکت در فصل اول شوی کارآموز دونالد ترامپ به شهرت رسید. او بعدتر به تلویزیون برگشت و در برنامه‌های متعددی در کارآموز ابرستاره و سایر برنامه‌ها شرکت کرد، تی‌وی گاید او را در فهرست زننده‌ترین ۶۰ شخصیت منفی تلویزیون در همه اعصار گنجانید.

## زندگی‌نامه
اوماروسا در یک خانواده پر جمعیت در یانگزتاون، اوهایو متولد شد. پدر او وقتی که ۷ سال داشت به قتل رسید. برادر او در سال ۲۰۱۱ بر اثر شلیک گلوله کشته شد.
او در سال ۲۰۰۱ با آلن استالورث ازدواج کرد اما در سال ۲۰۰۵ طلاق گرفت. او نامزد مایکل کلارک دانکن بود. پس از مرگ او در ۳ سپتامبر ۲۰۱۲ میان اوماروسا و خواهر مایکل کلارک دانکن بر سر ارثیه درگیری به وجود آمد. ارزش دارایی‌ها چیزی بالغ بر ۱ الی ۵ میلیون دلار تخمین زده شد.
در ۸ آپریل ۲۰۱۷، او با کشیش جان نیومن ازدواج کرد.

## کتاب‌ها
کتاب افسارگسیخته؛ یادداشت‌های یک خودی در کاخ سفید ترامپ در تاریخ ۱۴ اوت ۲۰۱۸ به چاپ رسید و در تاریخ ۲۳ اوت ۲۰۱۸ در صدر فهرست کتاب‌های پرفروش نیویورک تایمز قرار گرفت.